# Препозиционализация
Препозиционализация (от лат. praepositiones ― предлог) ― переход в класс предлогов словоформ, принадлежащих другим частям речи. Препозиционализация является одним из видов общеязыкового процесса транспозиции, в основе которого лежит семантическое и функциональное тождество языковых единиц.

## Примеры частей речи, подвергаемых препозиционализации
- Существительные: в продолжение, в течение, в зависимости, вследствие и др.
- Наречия: вблизи, возле, вдоль, вокруг, впереди, кругом, мимо, навстречу, накануне, около, после, против, раньше, относительно, согласно и др.
- Деепричастия: благодаря, включая, спустя и др.

## Примеры предложений с препозиционализацией
- Правильность утверждения о свойстве той или иной геометрической фигуры устанавливается путём (= через) рассуждения.
- В заключение (= после) доклада Степан Ильич густо покраснел.
- Первое время я честно ходил по редакциям и предлагал стишки, но после (= потом) и ходить бросил — не брали.
- Благодаря (= из-за) своим прибауткам и балясам Саввушка скоро распродал весь товар до последней нитки.

## См.также
- Партикуляция
- Прономинализация
- Адвербиализация

## Проимечания
- /Гун Цзинсун/ СЕМАНТИЧЕСКИЕ ОСОБЕННОСТИ ПРОИЗВОДНЫХ ПРИЧИННЫХ ПРЕДЛОГОВ ВСОВРЕМЕННОМ РУССКОМ ЯЗЫКЕ
- Шмыкалова И. А. Производные предлоги в связи с, по причине и их текстовые парадигмы в аспекте речевой конкуренции: дисс. … к. филол. н. Нижний Новгород, 2015. 183 c
- Баженова А.Г. ПУТИ РАЗВИТИЯ РЕЧЕВЫХ КОННЕКТОРОВ: МЕТОДИКА ВЕЕРНОГО ШКАЛИРОВАНИЯ